# Nagroda Hugo
Nagroda Hugo (ang. Hugo Award) – amerykańska nagroda literacka przyznawana co roku przez uczestników Worldconu (World Science Fiction Convention) za utwory z gatunku science-fiction i fantasy. Jej nazwa pochodzi od imienia Hugo Gernsbacka, fundatora nagrody i założyciela magazynu SF „Amazing Stories”.

## Historia
Pierwszy konwent World Science Fiction Convention odbył się w Nowym Jorku w 1939. Nagrody na konwencie nie były przyznawane aż do 11. Worldconu w Filadelfii w 1953. Było to planowane jako jednorazowe wydarzenie, jednak na 13. konwencie w Cleveland w 1955 zdecydowano się na ich cykliczne przyznawanie.
Nagrody z 11. konwentu były pomysłem Hala Lyncha i były wykonane ręcznie przez Jacka McKnighta. Na 13. konwencie powstał nowy wzór nagrody, stworzony przez Bena Jasona.
Na początku nagroda nosiła miano: „Annual Science Fiction Achievement Award” (w wolnym tłum. „Doroczna Nagroda za Dokonania w Dziedzinie Science-fiction”). Nazwa „Nagroda Hugo” była wtedy jedynie nieformalnym określnikiem, jednak o wiele bardziej znanym niż przyjęte miano. W 1993 określnik ów stał się oficjalną nazwą nagrody.

## Retro Hugo
Retrospektywna nagroda Hugo (tzw. Retro Hugo) jest przyznawana na konwencie odbywającym się 50, 75, lub 100 lat po Worldconie, na którym nagrody Hugo nie zostały wręczone.

## Kategorie nagród
- Nagroda Hugo za najlepszą powieść (Best Novel – 40 000 słów lub więcej)
- Nagroda Hugo za najlepsze opowiadanie (Best Novella – pomiędzy 17 500 i 40 000 słów)
- Nagroda Hugo za najlepszą nowelę (Best Novelette – pomiędzy 7500 i 17 500 słów)
- Nagroda Hugo za najlepszą miniaturę literacką (Best Short Story – mniej niż 7500 słów)
- Nagroda Hugo za najlepszy cykl (przyznawana od 2017)
- Nagroda Hugo za najlepszą prezentację dramatyczną (przyznawana od 1961 do 2002)
  - Nagroda Hugo za najlepszą prezentację dramatyczną, długa forma (przyznawana od 2003)
  - Nagroda Hugo za najlepszą prezentację dramatyczną, krótka forma (przyznawana od 2003)
- Nagroda Hugo dla najlepszego profesjonalnego artysty
- Nagroda Hugo dla najlepszego profesjonalnego wydawcy
- Nagroda Hugo za najlepszą formę graficzną (przyznawana od 2009)
- Nagroda Hugo za najlepszą książkę non-fiction (przyznawana od 1980 do 1998)
  - Nagroda Hugo za najlepszą książkę powiązaną (przyznawana od 1999)
- Nagroda Hugo za najlepszy fanzin
- Nagroda Hugo za najlepszy magazyn półprofesjonalny
- Nagroda Hugo dla najlepszego fana artysty
- Nagroda Hugo dla najlepszego fana pisarza
- Nagroda Hugo za najlepszy fancast (przyznawana od 2012)

Organizator Worldconu ma prawo do dodania kategorii specjalnej, głosowanie na którą odbywa się według tych samych zasad co na kategorie wymienione w regulaminie, a zwycięzca otrzymuje statuetkę Hugo tak samo jak pozostali laureaci.

## Galeria

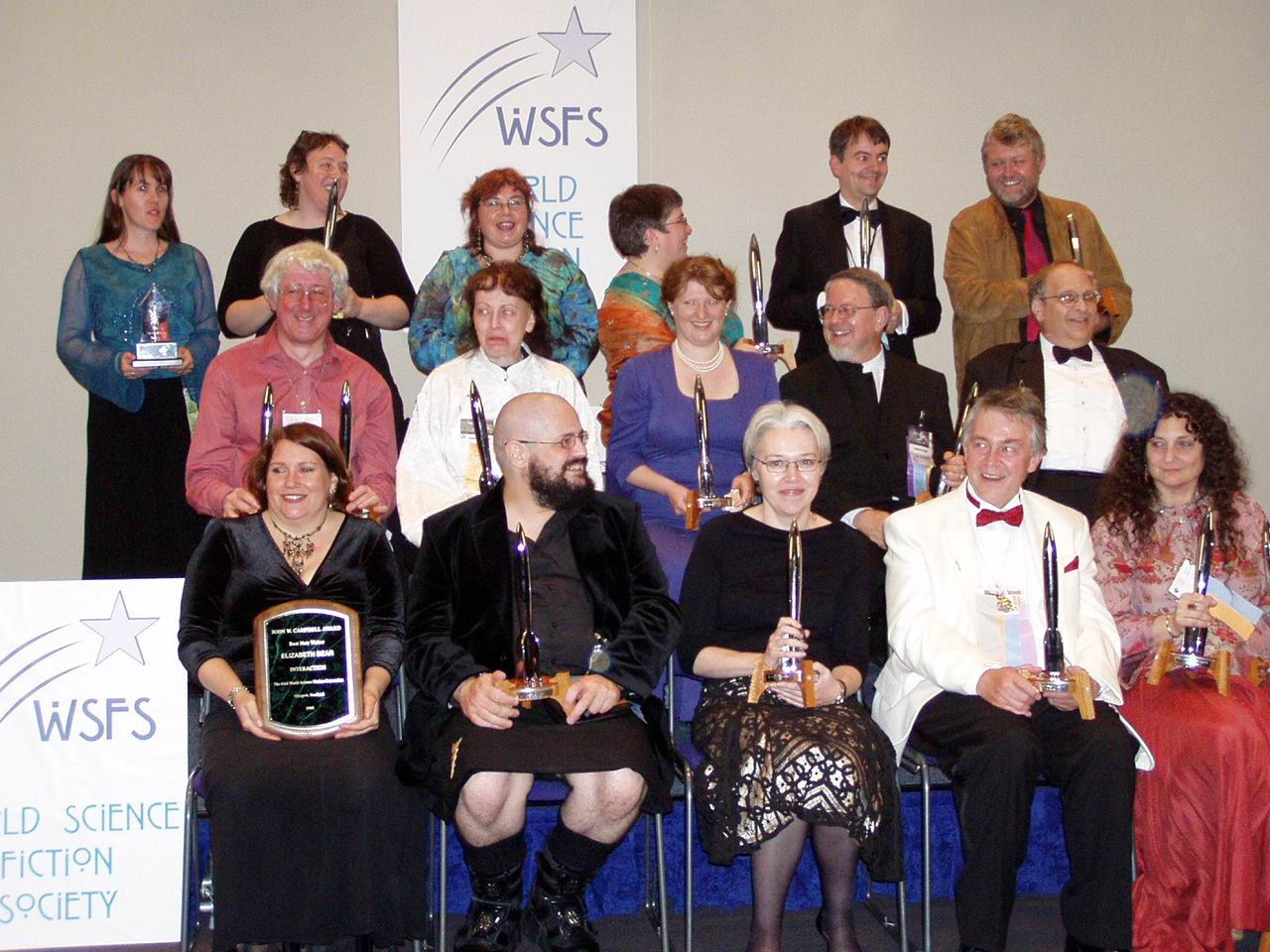
Laureaci w 2005
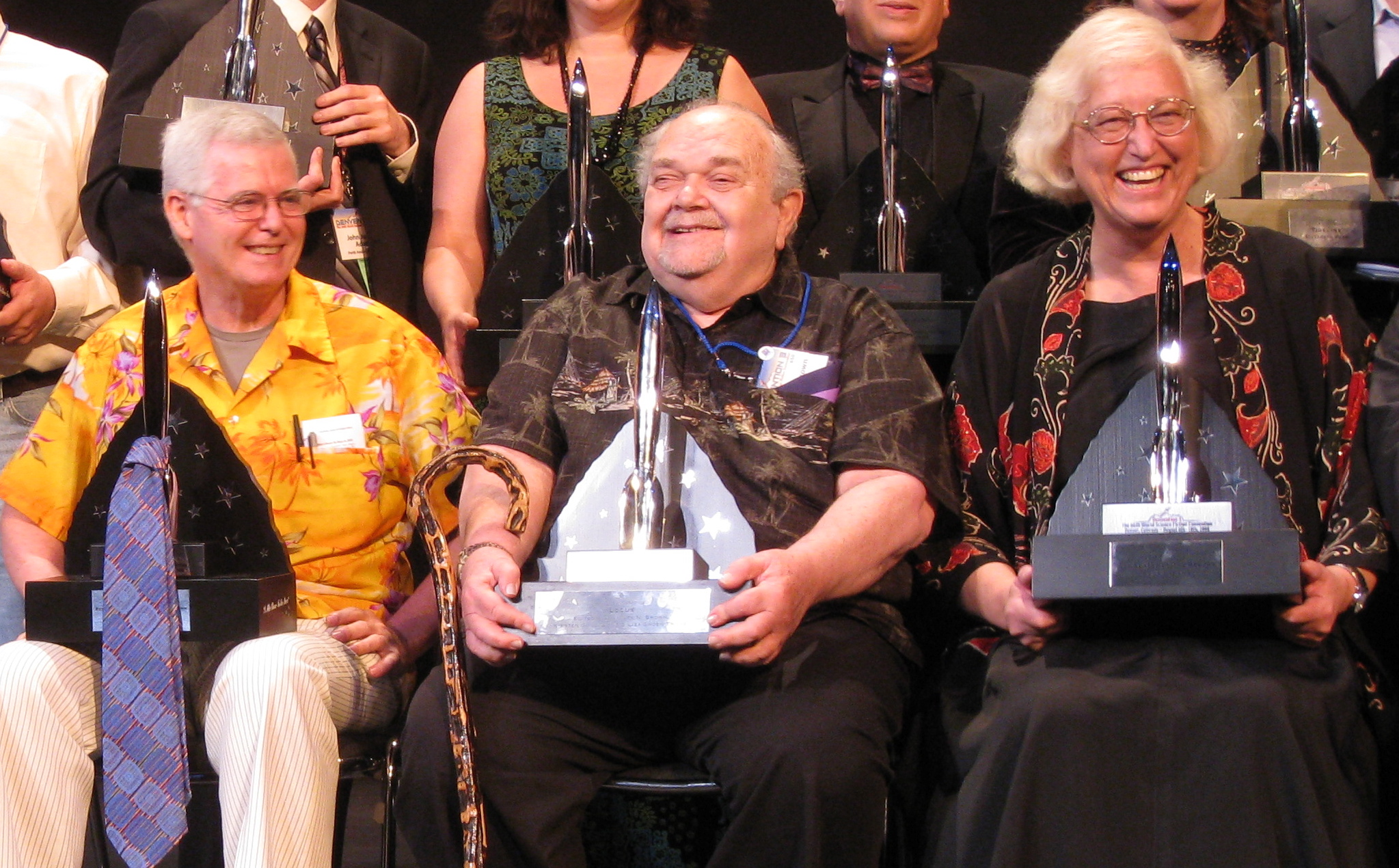
Laureaci w 2008
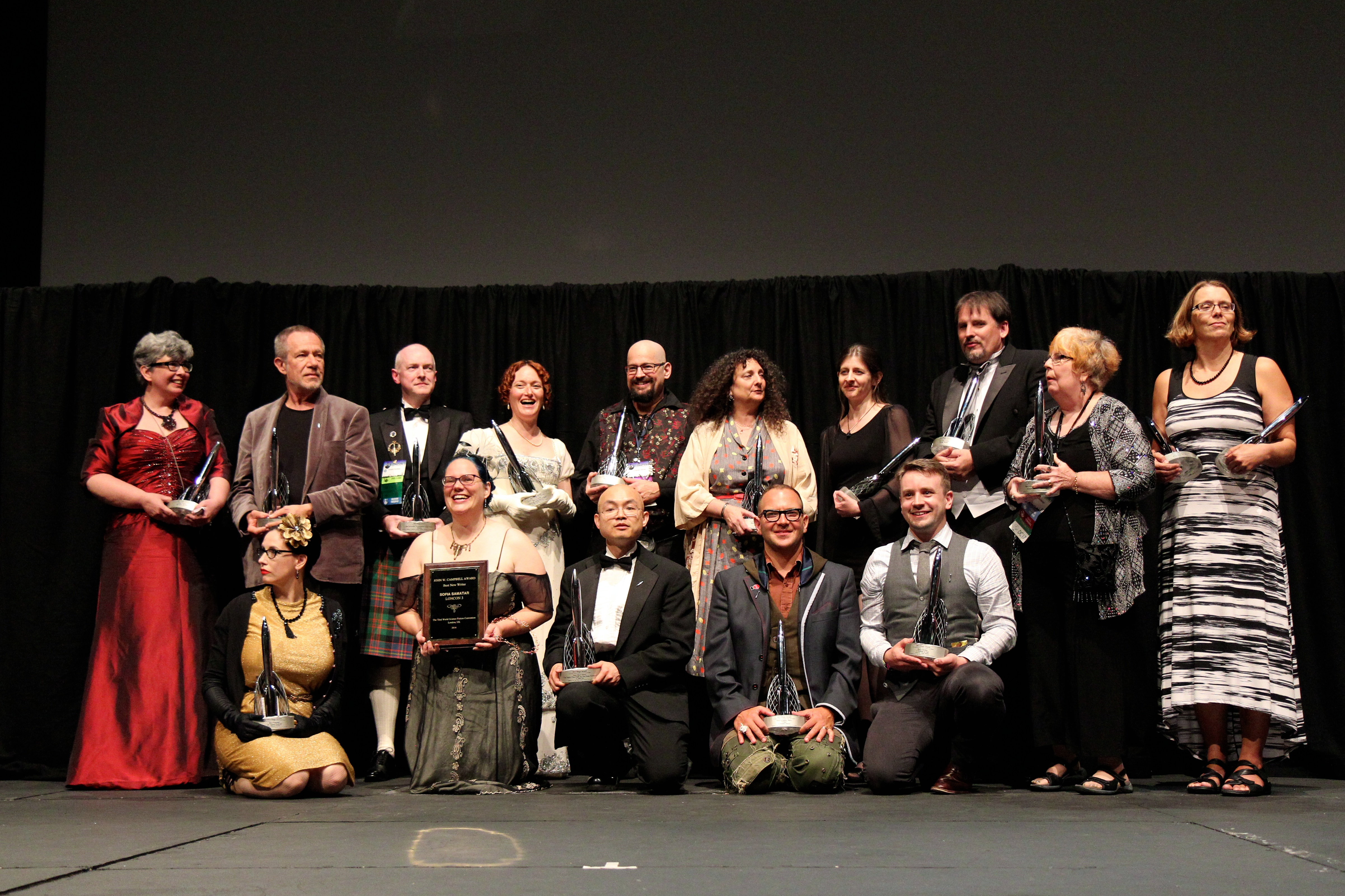
Laureaci w 2014
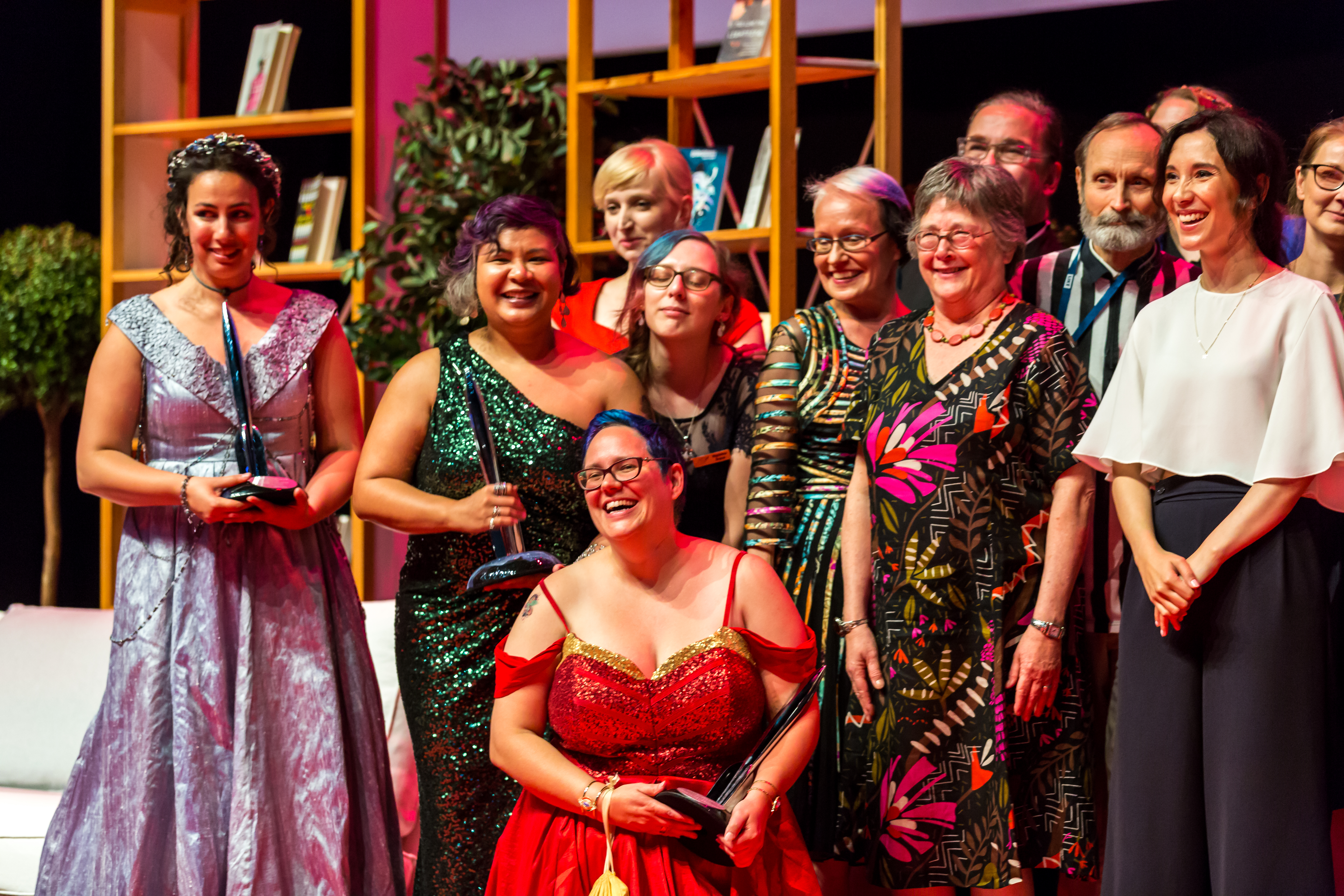
Laureaci w 2017